# Ranunculus plebeius
Ranunculus plebeius R. Br. ex DC. – gatunek rośliny z rodziny jaskrowatych (Ranunculaceae Juss.). Występuje naturalnie w Australii (w stanach Queensland, Nowa Południowa Walia i Wiktoria) oraz Nowej Zelandii. 

## Morfologia
PokrójBylina dorastająca do 8–80 cm wysokości.
LiścieW zarysie mają kształt od owalnego do trójkątnego. Mierzą 1–7 cm długości oraz 1–7 cm szerokości. Ogonek liściowy jest nagi i ma 3–30 cm długości.
KwiatySą pojedyncze. Pojawiają się na szczytach pędów. Mają żółtą barwę. Dorastają do 7–16 mm średnicy. Mają 5 eliptycznych płatków o długości 5–10 mm.
OwoceNagie niełupki o długości 1–2 mm.

## Biologia i ekologia
Rośnie w podmokłych lasach. Występuje na wysokości do 1000 m n.p.m.